# Rena
61°8′7″N 11°21′58″Ø / 61.13528°N 11.36611°Ø
|  | Denne artikel er om byen Rena, se Rena (elv) for elven |
Rena er en by med et areal på 	2,35 km² og en befolkning på 2.048 mennesker. Den er sæde for Åmot kommune i Innlandet fylke i Norge, og ligger 30 kilometer nord for Elverum. Elven Rena løber sammen med Glomma ved Rena.